# Rudy Molard
Rudy Molard (* 17. September 1989 in Gleizé) ist ein französischer Radrennfahrer.

## Karriere
Rudy Molard fuhr 2010 für die Vereinsmannschaft CR4C Roanne und 2011 für CC Étupes. In der Saison 2011 gewann er als Mitglied der französischen U23-Nationalmannschaft eine Etappe bei Toscana-Terra di Ciclismo-Coppa delle Nazioni. Ende des Jahres startete er bei der Weltmeisterschaft im Einzelzeitfahren der U23-Klasse, bei der er den 10. Platz belegte.
Ab dem Jahr 2012 fuhr Molard für das französische Professional Continental Team Cofidis, le Crédit en Ligne, für das er bereits am Ende der vorangegangenen Saison Rennen als Stagiaire bestritten hatte. In seiner ersten Saison gewann er die Bergwertung der Tour de l’Ain und gab kurz darauf sein Grand-Tour-Debüt bei der Vuelta a España 2012, die er auf dem 113. Gesamtrang beendete. In den Jahren 2013 und 2014 ging er bei der Tour de France an den Start. Nachdem er bei der Luxemburg-Rundfahrt 2013 als Gesamtvierter die Nachwuchswertung für sich entschieden hatte, gewann er eine Etappe der Tour du Limousin 2014 und belegte mit nur zwei Sekunden Rückstand den dritten Gesamtrang. 

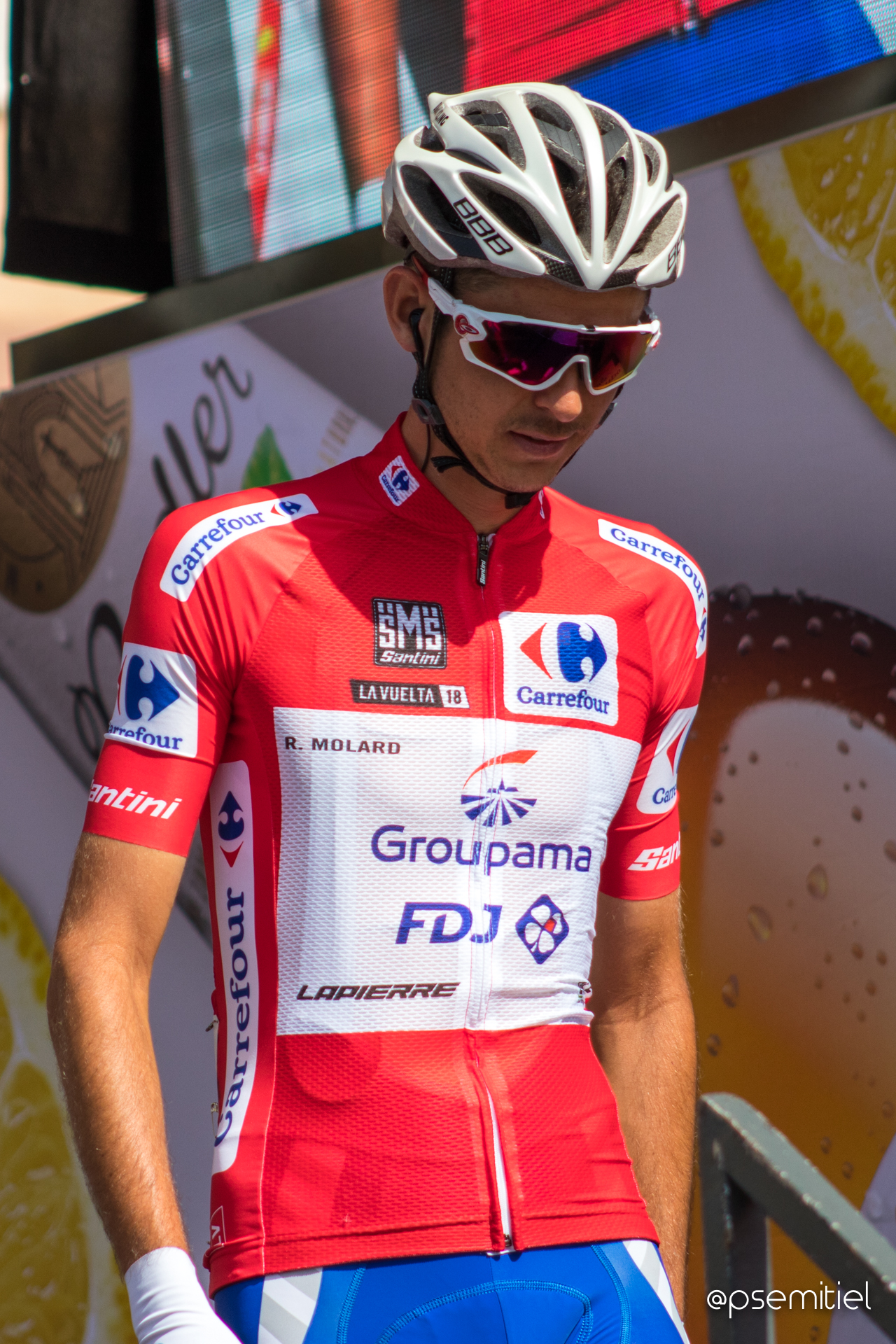
Rudy Molard im Trikot des Gesamtführenden bei der Vuelta a España 2018

Nach fünf Jahren wechselte Rudy Molard im Jahr 2017 zum UCI WorldTeam Française des Jeux, das später unter dem Namen Groupama-FDJ fuhr. Nach Platz acht beim Flèche Wallonne ging er als Helfer von Thibaut Pinot beim Giro d’Italia 2017 an den Start und bestritt im Anschluss erneut die Tour de France. Bei Paris–Nizza 2018 gewann er erstmals eine Etappe eines Rennens der UCI WorldTour und übernahm am Ende des Jahres auf der 5. Etappe der Vuelta a España 2018 das Rote Trikot, als er das Ziel mit der Fluchtgruppe erreichte. Im Anschluss führte er die Rundfahrt für vier Tage an und belegte schlussendlich den 14. Gesamtrang. Bei der Vuelta a España 2022 übernahm er erneut nach der 5. Etappe die Gesamtführung, musste sie tags drauf jedoch wieder abgeben. Während er sich bei Groupama-FDJ Mannschaft meist in die Dienste seiner Kapitäne stellte, zeigte Molard immer wieder mit guten Leistungen bei den großen Eintagesrennen auf und wurde Achter der Lombardei-Rundfahrt 2022. Weiters wurde er in den Jahren 2021 und 2023 Zweiter der französischen Meisterschaften im Straßenrennen. 

## Erfolge
2011
- eine Etappe Toscana-Terra di Ciclismo-Coppa delle Nazioni

2015
- eine Etappe Tour du Limousin

2018
- eine Etappe Paris–Nizza

## Grand-Tour-Platzierungen
| Grand Tour            | 2012 | 2013 | 2014 | 2015 | 2016 | 2017 | 2018 | 2019 | 2020 | 2021 | 2022 | 2023 |
| --------------------- | ---- | ---- | ---- | ---- | ---- | ---- | ---- | ---- | ---- | ---- | ---- | ---- |
| Giro d’ItaliaGiro     | –    | –    | –    | –    | –    | 44   | –    | –    | –    | 37   | –    | 69   |
| Tour de FranceTour    | –    | 73   | 51   | –    | 30   | 36   | 38   | 33   | 39   | –    | –    | –    |
| Vuelta a EspañaVuelta | 113  | –    | –    | –    | –    | –    | 14   | –    | –    | –    | 31   | 29   |